# Мале Залужє
Мале Залужє (словац. Malé Zálužie) — село, громада округу Нітра, Нітранський край. Кадастрова площа громади — 5.91 км².
Населення 263 особи (станом на 31 грудня 2018 року).

## Історія
Мале Залужє згадується 1397 року.

## Населення
| Рік:            | 1994. | 2004.   | 2014.   | 2024.   |
| --------------- | ----- | ------- | ------- | ------- |
| Кількість осіб: | 285   | 257     | 278     | 285     |
| Різниця:        |       | -9,82 % | +8,17 % | +2,51 % |

| Рік:            | 2023. | 2024.   |
| --------------- | ----- | ------- |
| Кількість осіб: | 271   | 285     |
| Різниця:        |       | +5,16 % |